# Spilochroa albibasis
Spilochroa albibasis är en tvåvingeart som först beskrevs av Malloch 1931.  Spilochroa albibasis ingår i släktet Spilochroa och familjen myllflugor.
Artens utbredningsområde är New Mexico. Inga underarter finns listade i Catalogue of Life.